# (666823) 2010 VR11
(666823) 2010 VR11 est un cubewano de magnitude absolue 5,7, ce qui le qualifie comme un candidat au statut de planète naine.
Son diamètre est estimé à environ 330 km si l'albédo est de 0,08.